# 1,3,5-三氯-2,4,6-三硝基苯
1,3,5-三氯-2,4,6-三硝基苯（英語：1,3,5-Trichloro-2,4,6-trinitrobenzene，代号：TCTNB）是一种多氯取代硝基苯，主要用于合成钝感炸药TATB和起爆药TATNB，也曾被用于防治番茄叶霉病，商品名为“叶霉净”。

## 物理性质
一般条件下的TCTNB为白色或浅黄色松散粒状晶体，晶体密度为1.92g/cm3。其熔点为193°C，沸点为318°C，在120°C以上时会出现轻微升华现象。TCTNB不溶于水且在常温常压下不会吸潮，但其能溶于苯、甲苯、二甲苯、丙酮、二氯乙烷、DMF、DMSO等大多数有机溶剂。
TCTNB的晶体结构与结晶溶剂种类有关，晶胞参数为a=1.18969nm，b=1.52415nm，c=1.83277nm，β=103.501°的单斜晶系晶体经乙醇单晶培养后，即转变为晶胞参数a=b=1.52485nm，c=2.41627nm的六方晶系晶体。
TCTNB的热稳定性能较TATB差，但好于1,3,5-三氯-2,4-二硝基苯（TCDNB）等未完全硝化的制备副产物。TCTNB在120°C环境下放置48小时失重2.71%，介于TATB的0.05%和TCDNB的13.05%之间，其TG曲线也位于相同升温速率下其余二者对应曲线之间。

## 制备工艺
TCTNB主要由1,3,5-三氯苯经硝化制得，依硝化步骤可分为一步法和两步法。
一步法是将硝化剂、硫酸共热搅拌并冷却，后加入三氯苯在特定温度下经一段时间反应后直接获取TCTNB的方法，主要影响因素包括硝化剂、硫酸、反应温度及时间。两步法是将一步法拆解为三氯苯部分硝化和二次硝化两个步骤，使用试剂和反应机理与一步法基本一致，因此下文的介绍适用于两种方法。以发烟硫酸为反应环境，使用发烟硝酸和硝酸钠的硝化反应方程式分别如下：
使用硝酸锂、硝酸钠、硝酸钾、硝酸铷、硝酸铯作为硝化剂时，TCTNB产率、熔点范围均无明显差别，若考虑生产经济性，则硝酸钠具有较大优势，但应保持其与三氯苯比例大于6.6:1以减少副产物的生成。浓硝酸也可以在该反应中作为硝化剂使用，且由于其不会在反应中生成其他盐类，可以循环使用酸液以提高利用率。
发烟硫酸和浓硫酸均可以用作该反应的原料，且过量硫酸并不会影响反应进行，但提前使用硫酸磺化三氯苯会延长反应时间并降低产率。此外，在相同条件下使用硝酸硝化磺化过的三氯苯所得产率低于硝酸钠硝化产率，该规律与未磺化过的三氯苯硝化规律相悖。
反应温度和时间主要影响四氯二硝基苯和未完全硝化产物的生成量。四氯二硝基苯含量与温度和时间均呈正相关，未完全硝化产物含量与温度和时间均呈负相关，因此不存在二者同时处于低值的生产条件。由于较高温度对三氯苯完全硝化的促进作用远超过四氯二硝基苯产率升高带来的不利影响，因此，高温短时间反应较有利于TCTNB产率的提升。此外，实验还发现加入三氯苯时的体系温度并不会对产率造成明显影响。

## 下游产品
TCTNB可用于制备多种炸药，是炸药工业的重要原料和中间体。
将TCTNB溶于含氨、尿素等胺化剂的有机溶剂中，在一定温度和压力条件下反应一段时间可制得耐热炸药TATB：
将叠氮化钠溶入水、乙醇、丙酮的混合溶剂，随后加入TCTNB在室温范围内反应一段时间可制得起爆药TATNB，之后继续加热可制得高爆炸药BTF：
向TCTNB的乙醇-苯混合溶液中滴加一定浓度的甲胺溶液，强烈搅拌后过滤得到析出的晶体，随后将产物加入硝酸和硫酸的混酸中反应一段时间可以得到耐热起爆药三特屈儿：
将一定比例TCTNB、干的甲苯、苦基氯、活性铜混合物升至特定温度反应，经多个沉淀、洗涤、过滤步骤可制得耐热炸药1,3,5-三硝基-2,4,6-三苦基苯：

## 爆炸性能
TCTNB本身具有一定的爆炸性，在加入质量分数3%的蜡造粒后，TCTNB实测爆速6890m/s，爆压20.28GPa，理论爆热3154K。